# Pheidole

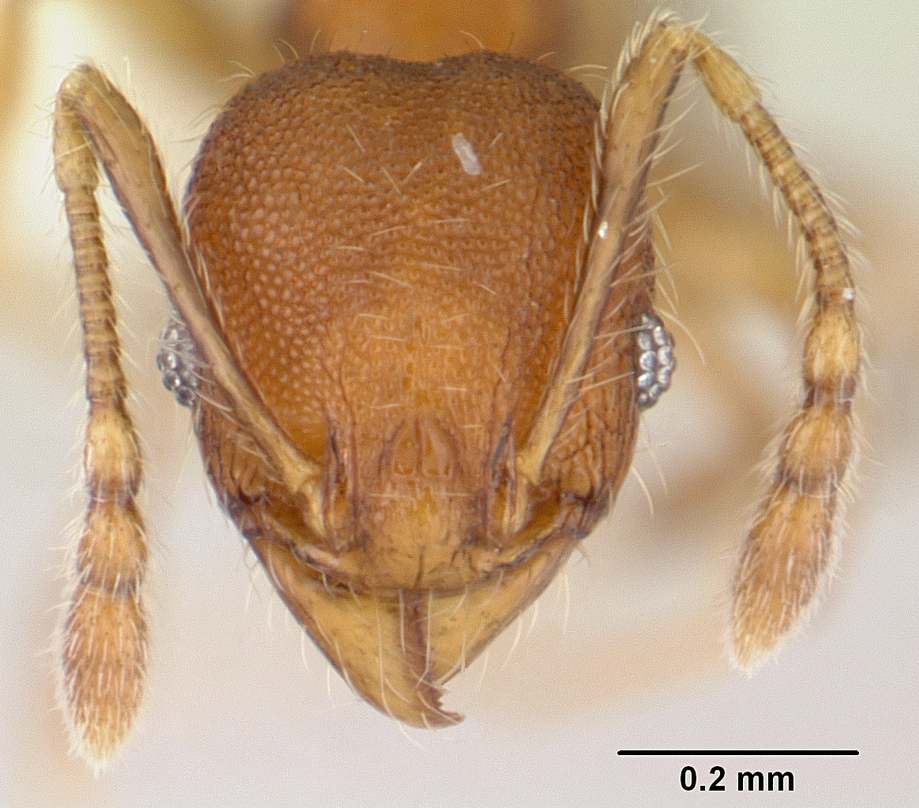
Kopf von Pheidole flavens

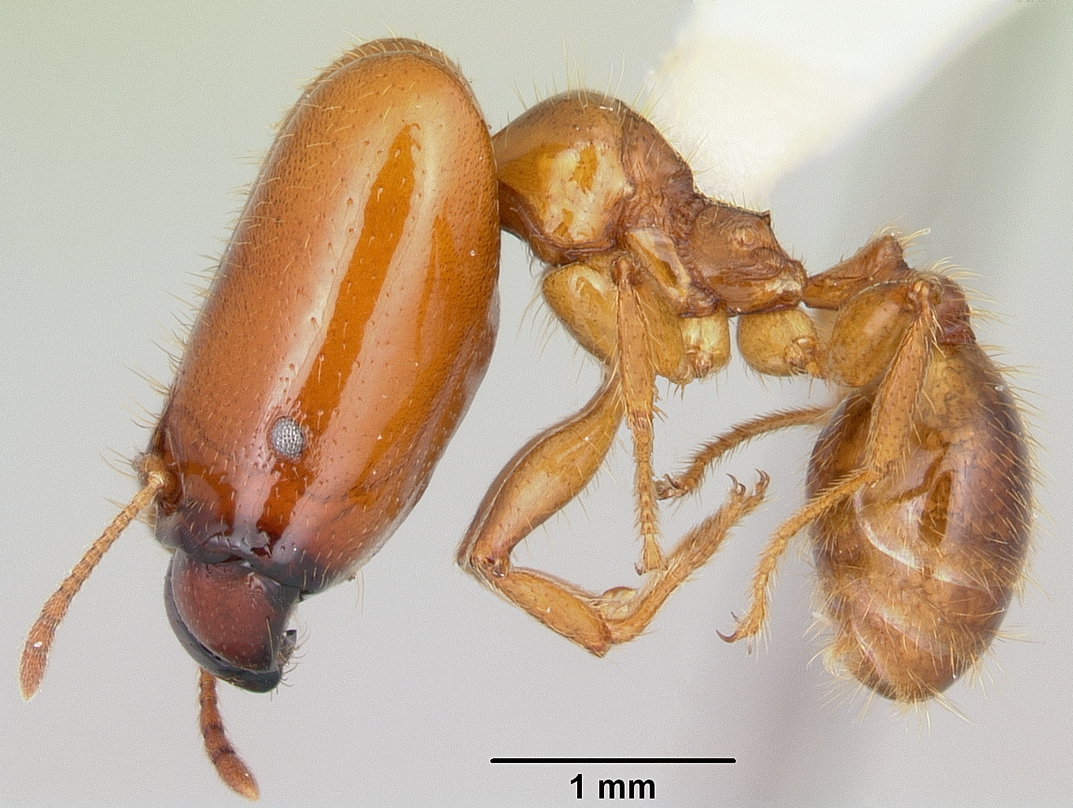
Pheidole absurda Major-Arbeiterin

Pheidole ist eine Gattung der Ameisen (Formicidae) und gehört zur Unterfamilie der Knotenameisen (Myrmicinae). Neben Crematogaster und Camponotus gehört diese Gruppe zu den artenreichsten und individuenstärksten Ameisengattungen überhaupt. Die durch ihre Körpergröße üblicherweise klar abgrenzbaren „Major“-Arbeiterinnen haben der Gattung Pheidole im Englischen den Spitznamen „big headed ants“ („Großkopfameisen“) eingebracht.

## Merkmale
Bei allen Pheidole-Arten ist die Arbeiterkaste stark größendimorph. So gibt es in einzelnen Kolonien immer zwei Typen von infertilen Weibchen: Die kleinen „Minor“-Arbeiterinnen von zwei bis vier Millimetern Körperlänge mit gewöhnlichem Körperbau und daneben die „Major“-Arbeiterinnen oder „Soldatinnen“. Die Soldatinnen haben generell sehr große Köpfe und Mandibeln im Vergleich zu ihrer gewöhnlicherweise moderaten Körperlänge von 2,5 bis 6 Millimetern.
Die Antennen bestehen aus 12 Segmenten, wobei die drei apikalen Glieder zu einer Keule ausgebildet sind. Das Pronotum, welches bei manchen Arten mit zwei Dornen besetzt ist, sowie das Mesonotum sind sehr hoch. Das Metanotum fällt steil ab und der Petiolus liegt sehr tief.

## Verbreitung
Die Gattung Pheidole ist eine weltweit verbreitete und ökologisch dominante Gattung mit etwa tausend beschriebenen Arten. Das Hauptverbreitungsgebiet erstreckt sich über die tropischen Gebiete der Erde, man findet sie aber auch häufig in subtropischem und vereinzelt in gemäßigtem Klima. In Mitteleuropa ist keine Art vertreten, die bekannteste Art aus Südeuropa ist Pheidole pallidula.

## Lebensweise
Es ist festzustellen, dass die „Major“-Arbeiterinnen einer Pheidole-Kolonie trotz ihres „Soldaten“-Looks zumeist scheu sind und oft die ersten Arbeiterinnen sind, die bei Gefahr flüchten. In den meisten Fällen werden die „Soldatinnen“ innerhalb des Nestes gebraucht, um größere Futterstückchen aufzubrechen, oder außerhalb des Nestes, um größere Gegenstände zu transportieren.

## Systematik
Folgende neun Arten sind in Europa beheimatet:
- Pheidole anastasii
- Pheidole cellarum
- Pheidole flavens
- Pheidole kraepelini
- Pheidole megacephala
- Pheidole pallidula
- Pheidole sinaitica
- Pheidole symbiotica
- Pheidole teneriffana